# Krotoszyce (gemeente)
De gemeente Krotoszyce is een landgemeente in het Poolse woiwodschap Neder-Silezië, in powiat Legnicki.
De zetel van de gemeente is in Krotoszyce.
Op 30 juni 2004 telde de gemeente 2975 inwoners.

## Oppervlakte gegevens
In 2002 bedroeg de totale oppervlakte van gemeente Krotoszyce 67,59 km², waarvan:
- agrarisch gebied: 84%
- bossen: 5%

De gemeente beslaat 9,08% van de totale oppervlakte van de powiat.

## Demografie
Stand op 30 juni 2004:
| Omschrijving                   | Totaal | Totaal | Vrouwen | Vrouwen | Mannen | Mannen |
| ------------------------------ | ------ | ------ | ------- | ------- | ------ | ------ |
| eenheid                        | aantal | %      | aantal  | %       | aantal | %      |
| inwoners                       | 2975   | 100    | 1506    | 50,6    | 1469   | 49,4   |
| bevolkingsdichtheid (inw./km²) | 44     | 44     | 22,3    | 22,3    | 21,7   | 21,7   |

In 2002 bedroeg het gemiddelde inkomen per inwoner 1640,54 zł.

## Administratieve plaatsen (sołectwo)
Babin-Kościelec, Czerwony Kościół, Dunino, Janowice Duże, Kozice, Krajów, Krotoszyce, Prostynia, Szymanowice, Tyńczyk Legnicki, Warmątowice Sienkiewiczowskie, Wilczyce, Winnica, Złotniki.

## Aangrenzende gemeenten
Legnica, Legnickie Pole, Męcinka, Miłkowice, Złotoryja